# Tielou
Tielou (kinesiska: 铁楼) är en etnisk minoritetssocken för tibetaner i nordvästra Kina. Den ligger i Wen härad i staden Longnan i provinsen Gansu, omkring 350 kilometer söder om provinshuvudstaden Lanzhou. Antalet invånare är 8 244. Befolkningen består av 4 079 kvinnor och 4 165 män. Barn under 15 år utgör 18,0 %, vuxna 15-64 år 69 %, och äldre över 65 år 11,0 %.